# 下天神町
下天神町（しもてんじんちょう）は、京都府京都市上京区の町名の一つ。

## 歴史

### 地名の由来
水火天満宮（水火天神社）の南に位置したため。なお、水火天満宮は堀川通の拡張に伴って1952年（昭和27年）に現在の場所に移転した。

## 町名
現行公称町名は下天神町。郵便番号は602-0074。

### 通り名
『京都市町通り名一覧表』 (1998) には、以下が挙げられている。表記の意味については「京都市内の通り#住所」を参照。
- 堀川通寺之内上る
- 堀川通寺之内上る西入
- 堀川通寺之内上る2丁目
- 堀川通寺之内上る2丁目西入
- 大宮通寺之内上る2丁目
- 大宮通寺之内上る2丁目東入
- 大宮通寺之内上る3丁目
- 大宮通寺之内上る3丁目東入

### 地理
京都の元学区である成逸学区の南部に位置する。上天神町よりも南に位置する。

## 人口と世帯数
令和2年国勢調査による2020年10月1日の人口と世帯数は以下のとおり。
| 町名     | 人口  | 世帯数  |
| -------- | ----- | ------- |
| 下天神町 | 206人 | 140世帯 |

## 小・中学校の通学区域
市立小・中学校に通う場合の通学区域は以下のとおり。
| 町名     | 番地 | 小学校                 | 中学校             |
| -------- | ---- | ---------------------- | ------------------ |
| 下天神町 | 全域 | 京都市立西陣中央小学校 | 京都市立烏丸中学校 |

### 道路

#### 南北の通り
- 堀川通（京都府道38号京都広河原美山線（鞍馬街道））
- 天神の辻子（拡張前に存在した南北の道。旧堀川通）

#### 東西の通り
- 上御霊前通

### 施設
- 教蔵院
- 堀川せせらぎ第一公園
- 京都市立北総合支援学校　かつてこの地には成逸小学校（明治2年に開校、平成9年に閉校し、西陣中央小学校に統合）が存在した。